# Араванские языки
Араванские языки (также арава, арауа, мади языки) — семья южноамериканских индейских языков, распространённых на западе Бразилии (штаты Амазонас и Акри) и в Перу. Насчитывает, по разным подсчётам, от 6 до 10 языков. Иногда включается в состав гипотетической макро-аравакской семьи.

## Распространение
Носители араванских языков живут в селениях по берегам рек Пурус и Журуа, притоков Амазонки, на территории бразильского штата Амазонас. Часть носителей языка кулина живёт также в верховьях Пуруса на территории штата Акри и перуанского департамента Укаяли.
Общее число говорящих на араванских языках составляет более 3000. Наибольшее число носителей насчитывает кулина: около 900 человек в Бразилии и около 400 в Перу.
Язык аруа вымер около 1877, когда все его носители были уничтожены эпидемией кори. В (Бурлак, Старостин 2001: 202) упоминаются также вымершие араванские языки пама и сипо, приведённые в (Ethnologue 2005) как «диалекты или родственные языки» в статье о жамамади.

## Классификация
1. Аруа (арава) (†)
2. Кулина (мадиха, кулина-мадиха)
3. Дени (дани)
A. Группа (кластер) мади
4. Жамамади (ямамади)
5. Канаманти (?)
6. Жаравара (журуара, яравара)
7. Банава (жафи, кутия)
8. Паумари
9. Суруаха (сороваха).
Языки мади взаимопонятны и иногда рассматриваются как диалекты одного языка (мади или жамамади), при этом жаравара и банава обнаруживают несколько большую близость между собой. Р. Диксон сравнивал различия между жамамади, жаравара и банава с различиями между британским, американским и австралийским вариантами английского языка (Dixon 2004: 8). Тем не менее, носители этих идиомов осознают их как различные языки. Иногда аруа и мади объединяют в группу аруа-мади, а дени и кулина в группу дени-кулина (Dixon 1995).
Статус канаманти неясен, не исключено, что это просто альтернативное название для жамамади или одного из его диалектов. В (Buller et al. 1993) этот язык не упомянут; в (Kaufman 1994) он включён в список со знаком вопроса. В (Gordon 2005) Kanamanti и Canamanti приводятся как варианты названия жамамади. В то же время, в (Dixon 1995) канаманти рассматривается как самостоятельный араванский язык, вообще не входящий в кластер мади. В (Dixon 2004: 8) приводится ссылка на утверждения носителей жаравара о том, что слово «канаманти» — либо «ошибка», либо альтернативное название жамамади. Не исключена также путаница с распространённым поблизости языком канамари, относящимся к семье катукина.
Язык суруаха впервые был упомянут в (Kaufman 1994) со ссылкой на личное сообщение Д. Эверетта, который в 1980 встретился с индейцами-суруаха во время трёхдневного пешего перехода через джунгли в ходе изучения языка дени. Предположительно, среди прочих араванских языков суруаха наиболее близок к дени.

## Письменность
Для некоторых араванских языков разработана и применяется письменность на латинской основе, ориентированная на португальскую орфографию.